# Птицемлечник Фишера
Птицемлечник Фишера, или Птицемлечник Фишеровский (лат. Ornithogalum fischerianum), — вид травянистых растений рода Птицемлечник (Ornithogalum) семейства Спаржевые (Asparagaceae).
Вид назван в честь немецко-русского ботаника Фёдора Богдановича фон Фишера.

## Ботаническое описание
Многолетние травянистые растения, полностью гладкие. Луковица яйцевидная, 1—1,5 см толщиной, одетая перепончатыми чешуями, из которых самые наружные тёмно-серые и разорванные. Стебель прямой, мелко бороздчатый, 25—40 см высотой и 1¾—3 мм толщиной. Листья серовато-зелёные, расположенные в нижней части стебля в числе 4—6, толстоватые, линейные, несколько вдоль сложенные и оттого желобчатые, 3—6 мм шириной.
Соцветие негустое кистевидное, 6—12 см длиной, цветоножки 1—2,5 см длиной, во время цветения косо вверх направленные, при плодах же отчасти прижатые к стеблю; при основании их находится по одному беловато-плёнчатому яйцевидно-ланцетовидному, длинно- и тонко-заострённому прицветнику 5—10 мм длиной. Листочки околоцветника продолговато-эллиптические, к верхушке суженные и на кончике туповатые, иногда зазубренные, с 4—7 сближенными в середине продольными жилками, белые, с зелёной срединной полоской, около 10 мм длиной и 3 мм шириной. Тычинки почти наполовину короче долей околоцветника, нити их в нижней половине яйцевидно-ланцетовидные, к верхушке постепенно и тонко заострённые. Пестик с шаровидно-яйцевидной завязью и нитевидным, в 1½—2 раза превышающим её столбиком, несущим на верхушке небольшое 3-лопастное рыльце. Коробочка яйцевидная, тупо-трёхгранная, 9—10 мм длиной и 6—7 мм шириной. Цветение в июне—июле.

## Распространение и экология
Юг Восточной Европы, Кавказ, север Средней Азии, юг Западной Сибири. Встречается в степях, иногда солонцеватых, на лугах.

## Синонимы
- Ornithogalum brachystachys Fisch. (1812), nom. nud., non K.Koch (1849)
- Ornithogalum narbonense var. minus Ledeb. (1853)
- Loncomelos fischerianum (Krasch.) Speta (2001)